# 长叶山兰
长叶山兰（学名：Oreorchis fargesii），为兰科山兰属下的一个植物种。